# Stara Maszyna
Stara Maszyna (dodatkowa nazwa w j. kaszub. Stôrô Maszina) – wieś w Polsce, położona w województwie pomorskim, w powiecie kartuskim, w gminie Sierakowice.
Wieś leży na Pojezierzu Kaszubskim (zachodni kraniec Kaszubskiego Parku Krajobrazowego). Wchodzi w skład sołectwa Mrozy. Bezpośrednie sąsiedztwo z Sierakowicami wpływa na coraz szybsze przekształcanie się Starej Maszyny w przedmieście największej kaszubskiej wsi. Na wschód od miejscowości znajduje się rezerwat przyrody Żurawie Chrusty.
W latach 1975–1998 Stara Maszyna administracyjnie należała do województwa gdańskiego.
Przed 2023 r. miejscowość była częścią wsi Mrozy.